# Leptamma
Leptamma là một chi bướm đêm thuộc họ Erebidae.